# خوسيه ماريا كامبو سيرانو
خوسيه ماريا كامبو سيرانو (بالإنجليزية: José María Campo Serrano)‏ (و. 1832 – 1915 م) هو سياسي، ومحام من كولومبيا ولد في سانتا مارتا , كولومبيا.